# Davis Cup 2023 – baráž 2. světové skupiny
Baráž 2. světové skupiny Davis Cupu 2023 představovala dvanáct mezistátních tenisových zápasů hraných hraných mezi 2. a 3., 3. a 4. či 4. a 5. únorem 2023. V rámci Davis Cupu 2023 se jí zúčastnilo dvacet čtyři družstev, která vytvořila dvanáct párů. Dvoudenní vzájemná mezistátní utkání se konala ve formátu domácího a hostujícího týmu do tři vítězných bodů (čtyři dvouhry a čtyřhra).
Vítězové postoupili do zářijové 2. světové skupiny 2023 a na poražené čekala účast ve 3. skupinách kontinentálních zón 2023.

## Přehled
Baráže 2. světové skupiny se zúčastnilo dvacet čtyři týmů:
- 12 poražených týmů z 2. světové skupiny 2022
- 12 vítězných týmů z baráží 3. skupin kontinentálních zón 2022
  - 3 týmy z Evropy
  - 3 týmy z Asie a Oceánie
  - 3 týmy z Ameriky
  - 3 týmy z Afriky

| Nasazené týmy 1. Uruguay (42. ITF) 2. Bolívie (46.) 3. Tunisko (50.) 4. Jižní Afrika (52.) 5. Barbados (53.) 6. Dominikánská republika (54.) 7. Hongkong (57.) 8. Salvador (58.) 9. Estonsko (59.) 10. Egypt (60.) 11. Maroko (61.) 12. Indonésie (62.) | Nenasazené týmy - Paraguay (64.) - Monako (65.) - Venezuela (66.) - Zimbabwe (67.) - Vietnam (68.) - Jamajka (69.) - Pacifická Oceánie (71.) - Gruzie (73.) - Kypr (74.) - Lucembursko (76.) - Jordánsko (77.) - Pobřeží slonoviny (84.) |

Žebříček ITF k 28. listopadu 2022.
| Baráž 1. světové skupiny – 2.–3., 3.–4. a 4.–5. února 2023 | Baráž 1. světové skupiny – 2.–3., 3.–4. a 4.–5. února 2023 | Baráž 1. světové skupiny – 2.–3., 3.–4. a 4.–5. února 2023 | Baráž 1. světové skupiny – 2.–3., 3.–4. a 4.–5. února 2023 | Baráž 1. světové skupiny – 2.–3., 3.–4. a 4.–5. února 2023 | Baráž 1. světové skupiny – 2.–3., 3.–4. a 4.–5. února 2023 | Baráž 1. světové skupiny – 2.–3., 3.–4. a 4.–5. února 2023 |
| Domácí                                                     | výsledek                                                   | hosté                                                      | místo konání                                               | areál / hala                                               | povrch                                                     |                                                            |
| ---------------------------------------------------------- | ---------------------------------------------------------- | ---------------------------------------------------------- | ---------------------------------------------------------- | ---------------------------------------------------------- | ---------------------------------------------------------- | ---------------------------------------------------------- |
| Zimbabwe                                                   | 2–2                                                        | Uruguay [1]                                                | Harare                                                     | Harare Sports Club                                         | tvrdý                                                      |                                                            |
| Gruzie                                                     | 4–0                                                        | Bolívie [2]                                                | Lešno (Polsko)                                             | Leszno Tennis Club                                         | tvrdý (hala)                                               |                                                            |
| Tunisko [3]                                                | 3–2                                                        | Kypr                                                       | Tunis                                                      | Cité Nationale Sportive El Menzah                          | tvrdý                                                      |                                                            |
| Lucembursko                                                | 4–1                                                        | Jižní Afrika [4]                                           | Esch-sur-Alzette                                           | Centre National de Tennis                                  | tvrdý (hala)                                               |                                                            |
| Barbados [5]                                               | 3–2                                                        | Pacifická Oceánie                                          | Bridgetown                                                 | National Tennis Centre                                     | tvrdý                                                      |                                                            |
| Monako                                                     | 4–0                                                        | Dominikánská republika [6]                                 | Roquebrune-Cap-Martin (Francie)                            | Monte Carlo Country Club                                   | antuka                                                     |                                                            |
| Venezuela                                                  | 1–3                                                        | Hongkong [7]                                               | Puerto Cabello                                             | Centro Nacional de Tenis                                   | tvrdý                                                      |                                                            |
| Jordánsko                                                  | 1–3                                                        | Salvador [8]                                               | Ammán                                                      | Jordan Tennis Federation Courts                            | tvrdý (hala)                                               |                                                            |
| Jamajka                                                    | 3–2                                                        | Estonsko [9]                                               | Kingston                                                   | Eric Bell National Tennis Centre                           | tvrdý                                                      |                                                            |
| Egypt [10]                                                 | 3–2                                                        | Paraguay                                                   | Káhira                                                     | Gezira Sporting Club                                       | antuka                                                     |                                                            |
| Pobřeží slonoviny                                          | 1–3                                                        | Maroko [11]                                                | Abidžan                                                    | Le Central Tennis Club                                     | tvrdý                                                      |                                                            |
| Vietnam                                                    | 2–3                                                        | Indonésie [12]                                             | Từ Sơn                                                     | Hanaka Paris Ocean Park                                    | tvrdý                                                      |                                                            |

## Zápasy baráže 2. světové skupiny

### Zimbabwe vs. Uruguay
| | Zimbabwe | 2 :                                                            | 3    | Uruguay |     |  |
| --- | -------- | -------------------------------------------------------------- | ---- | ------- | --- |  |
| Harare Sports Club, Harare, Zimbabwe 3–6 February 2023 tvrdý |          |                                                                |      |         |     |  |
| \| \| \| \| 1. \| 2. \| 3. \| \| \| -- \| \| -------------------------------------------------------------- \| ---- \| --- \| --- \| \| \| 1. \| \| Courtney John Lock Martín Cuevas \| 3 6 \| 2 6 \| \| \| \| 2. \| \| Benjamin Lock Ignacio Carou \| 7 65 \| 6 4 \| \| \| \| 3. \| \| Benjamin Lock / Courtney John Lock Ariel Behar / Martín Cuevas \| 2 6 \| 4 6 \| \| \| \| 4. \| \| Benjamin Lock Martín Cuevas \| 6 4 \| 6 4 \| \| \| \| 5. \| \| Courtney John Lock Ignacio Carou \| 3 6 \| 6 3 \| 4 6 \| \| \| \| \| \| \| \| \| \| \| \| \| \| \| \| \| \| \| \| \| \| \| \| \| \| \| \| \| \| \| \| \| \| \| \| \| \| \| \| \| \| |          |                                                                |      |         |     |  |
| |          |                                                                | 1.   | 2.      | 3.  |  |
| 1. |          | Courtney John Lock Martín Cuevas                               | 3 6  | 2 6     |     |  |
| 2. |          | Benjamin Lock Ignacio Carou                                    | 7 65 | 6 4     |     |  |
| 3. |          | Benjamin Lock / Courtney John Lock Ariel Behar / Martín Cuevas | 2 6  | 4 6     |     |  |
| 4. |          | Benjamin Lock Martín Cuevas                                    | 6 4  | 6 4     |     |  |
| 5. |          | Courtney John Lock Ignacio Carou                               | 3 6  | 6 3     | 4 6 |  |
| |          |                                                                |      |         |     |  |
| |          |                                                                |      |         |     |  |
| |          |                                                                |      |         |     |  |
| |          |                                                                |      |         |     |  |
| |          |                                                                |      |         |     |  |

### Gruzie vs. Bolívie
| | Gruzie | 4 :                                                                                | 0    | Bolívie |          |            |
| --- | ------ | ---------------------------------------------------------------------------------- | ---- | ------- | -------- | ---------- |
| Leszno Tennis Club, Lešno, Polsko 2.–3. února 2023 tvrdý (hala) |        |                                                                                    |      |         |          |            |
| \| \| \| \| 1. \| 2. \| 3. \| \| \| -- \| \| ---------------------------------------------------------------------------------- \| ---- \| --- \| -------- \| ---------- \| \| 1. \| \| Aleksandre Bakši Juan Carlos Prado Angelo \| 7 61 \| 6 1 \| \| \| \| 2. \| \| Zura Tkemaladze Raúl García \| 6 2 \| 6 1 \| \| \| \| 3. \| \| Aleksandre Bakši / Aleksandre Metreveli Agustín Eduardo Cuellar / Santiago Navarro \| 6 3 \| 6 2 \| \| \| \| 4. \| \| Saba Purceladze Juan Carlos Prado Angelo \| 63 7 \| 6 2 \| [10] [7] \| \| \| 5. \| \| Aleksandre Bakši Raúl García \| \| \| \| nehrálo se \| \| \| \| \| \| \| \| \| \| \| \| \| \| \| \| \| \| \| \| \| \| \| \| \| \| \| \| \| \| \| \| \| \| \| \| \| \| \| \| \| |        |                                                                                    |      |         |          |            |
| |        |                                                                                    | 1.   | 2.      | 3.       |            |
| 1. |        | Aleksandre Bakši Juan Carlos Prado Angelo                                          | 7 61 | 6 1     |          |            |
| 2. |        | Zura Tkemaladze Raúl García                                                        | 6 2  | 6 1     |          |            |
| 3. |        | Aleksandre Bakši / Aleksandre Metreveli Agustín Eduardo Cuellar / Santiago Navarro | 6 3  | 6 2     |          |            |
| 4. |        | Saba Purceladze Juan Carlos Prado Angelo                                           | 63 7 | 6 2     | [10] [7] |            |
| 5. |        | Aleksandre Bakši Raúl García                                                       |      |         |          | nehrálo se |
| |        |                                                                                    |      |         |          |            |
| |        |                                                                                    |      |         |          |            |
| |        |                                                                                    |      |         |          |            |
| |        |                                                                                    |      |         |          |            |
| |        |                                                                                    |      |         |          |            |

### Tunisko vs. Kypr
| | Tunisko | 3 :                                                               | 2    | Kypr |     |  |
| --- | ------- | ----------------------------------------------------------------- | ---- | ---- | --- |  |
| Cité Nationale Sportive El Menzah, Tunis, Tunisko 3.–4. února 2023 tvrdý |         |                                                                   |      |      |     |  |
| \| \| \| \| 1. \| 2. \| 3. \| \| \| -- \| \| ----------------------------------------------------------------- \| ---- \| ---- \| --- \| \| \| 1. \| \| Skander Mansouri Petros Chrysochos \| 4 6 \| 64 7 \| \| \| \| 2. \| \| Moez Echargui Menelaos Efstathiou \| 6 1 \| 3 6 \| 6 2 \| \| \| 3. \| \| Aziz Dougaz / Skander Mansouri Sergis Kyratzis / Eleftherios Neos \| 6 2 \| 4 6 \| 6 2 \| \| \| 4. \| \| Aziz Dougaz Menelaos Efstathiou \| 6 3 \| 1 6 \| 4 6 \| \| \| 5. \| \| Moez Echargui Petros Chrysochos \| 7 65 \| 7 5 \| \| \| \| \| \| \| \| \| \| \| \| \| \| \| \| \| \| \| \| \| \| \| \| \| \| \| \| \| \| \| \| \| \| \| \| \| \| \| \| \| \| \| |         |                                                                   |      |      |     |  |
| |         |                                                                   | 1.   | 2.   | 3.  |  |
| 1. |         | Skander Mansouri Petros Chrysochos                                | 4 6  | 64 7 |     |  |
| 2. |         | Moez Echargui Menelaos Efstathiou                                 | 6 1  | 3 6  | 6 2 |  |
| 3. |         | Aziz Dougaz / Skander Mansouri Sergis Kyratzis / Eleftherios Neos | 6 2  | 4 6  | 6 2 |  |
| 4. |         | Aziz Dougaz Menelaos Efstathiou                                   | 6 3  | 1 6  | 4 6 |  |
| 5. |         | Moez Echargui Petros Chrysochos                                   | 7 65 | 7 5  |     |  |
| |         |                                                                   |      |      |     |  |
| |         |                                                                   |      |      |     |  |
| |         |                                                                   |      |      |     |  |
| |         |                                                                   |      |      |     |  |
| |         |                                                                   |      |      |     |  |

### Lucembursko vs. Jihoafrická republika
| | Lucembursko | 4 :                                                     | 1   | Jihoafrická republika |     |  |
| --- | ----------- | ------------------------------------------------------- | --- | --------------------- | --- |  |
| Centre National de Tennis, Esch-sur-Alzette, Lucembursko 4.–5. února 2023 tvrdý (hala) |             |                                                         |     |                       |     |  |
| \| \| \| \| 1. \| 2. \| 3. \| \| \| -- \| \| ------------------------------------------------------- \| --- \| --- \| --- \| \| \| 1. \| \| Alex Knaff Alec Beckley \| 4 6 \| 6 3 \| 6 3 \| \| \| 2. \| \| Chris Rodesch Kris van Wyk \| 6 4 \| 6 4 \| \| \| \| 3. \| \| Alex Knaff / Chris Rodesch Alec Beckley / Raven Klaasen \| 4 6 \| 7 5 \| 3 6 \| \| \| 4. \| \| Alex Knaff Kris van Wyk \| 3 6 \| 6 3 \| 6 4 \| \| \| 5. \| \| Raphaël Calzi Devin Badenhorst \| 6 4 \| 7 5 \| \| \| \| \| \| \| \| \| \| \| \| \| \| \| \| \| \| \| \| \| \| \| \| \| \| \| \| \| \| \| \| \| \| \| \| \| \| \| \| \| \| \| |             |                                                         |     |                       |     |  |
| |             |                                                         | 1.  | 2.                    | 3.  |  |
| 1. |             | Alex Knaff Alec Beckley                                 | 4 6 | 6 3                   | 6 3 |  |
| 2. |             | Chris Rodesch Kris van Wyk                              | 6 4 | 6 4                   |     |  |
| 3. |             | Alex Knaff / Chris Rodesch Alec Beckley / Raven Klaasen | 4 6 | 7 5                   | 3 6 |  |
| 4. |             | Alex Knaff Kris van Wyk                                 | 3 6 | 6 3                   | 6 4 |  |
| 5. |             | Raphaël Calzi Devin Badenhorst                          | 6 4 | 7 5                   |     |  |
| |             |                                                         |     |                       |     |  |
| |             |                                                         |     |                       |     |  |
| |             |                                                         |     |                       |     |  |
| |             |                                                         |     |                       |     |  |
| |             |                                                         |     |                       |     |  |

### Barbados vs. Pacifická Oceánie
| | Barbados | 3 :                                                                  | 2     | Pacifická Oceánie |     |  |
| --- | -------- | -------------------------------------------------------------------- | ----- | ----------------- | --- |  |
| National Tennis Centre, Bridgetown, Barbados 3.–4. února 2023 tvrdý |          |                                                                      |       |                   |     |  |
| \| \| \| \| 1. \| 2. \| 3. \| \| \| -- \| \| -------------------------------------------------------------------- \| ----- \| ---- \| --- \| \| \| 1. \| \| Darian King Clément Mainguy \| 6 4 \| 6 0 \| \| \| \| 2. \| \| Kaipo Marshall Colin Sinclair \| 2 6 \| 1 6 \| \| \| \| 3. \| \| Matthew Foster-Estwick / Darian King Brett Baudinet / Colin Sinclair \| 6 4 \| 64 7 \| 5 7 \| \| \| 4. \| \| Darian King Colin Sinclair \| 78 66 \| 6 3 \| \| \| \| 5. \| \| Kaipo Marshall Clément Mainguy \| 4 6 \| 7 5 \| 6 3 \| \| \| \| \| \| \| \| \| \| \| \| \| \| \| \| \| \| \| \| \| \| \| \| \| \| \| \| \| \| \| \| \| \| \| \| \| \| \| \| \| \| |          |                                                                      |       |                   |     |  |
| |          |                                                                      | 1.    | 2.                | 3.  |  |
| 1. |          | Darian King Clément Mainguy                                          | 6 4   | 6 0               |     |  |
| 2. |          | Kaipo Marshall Colin Sinclair                                        | 2 6   | 1 6               |     |  |
| 3. |          | Matthew Foster-Estwick / Darian King Brett Baudinet / Colin Sinclair | 6 4   | 64 7              | 5 7 |  |
| 4. |          | Darian King Colin Sinclair                                           | 78 66 | 6 3               |     |  |
| 5. |          | Kaipo Marshall Clément Mainguy                                       | 4 6   | 7 5               | 6 3 |  |
| |          |                                                                      |       |                   |     |  |
| |          |                                                                      |       |                   |     |  |
| |          |                                                                      |       |                   |     |  |
| |          |                                                                      |       |                   |     |  |
| |          |                                                                      |       |                   |     |  |

### Monako vs. Dominikánská republika
| | Monako | 4 :                                                        | 0    | Dominikánská republika |          |            |
| --- | ------ | ---------------------------------------------------------- | ---- | ---------------------- | -------- | ---------- |
| Monte Carlo Country Club, Roquebrune-Cap-Martin, Francie 4.–5. února 2023 antuka |        |                                                            |      |                        |          |            |
| \| \| \| \| 1. \| 2. \| 3. \| \| \| -- \| \| ---------------------------------------------------------- \| ---- \| --- \| -------- \| ---------- \| \| 1. \| \| Valentin Vacherot Roberto Cid Subervi \| 6 3 \| 5 7 \| 6 4 \| \| \| 2. \| \| Lucas Catarina Nick Hardt \| 6 3 \| 6 4 \| \| \| \| 3. \| \| Romain Arneodo / Hugo Nys Roberto Cid Subervi / Nick Hardt \| 7 61 \| 6 3 \| \| \| \| 4. \| \| Valentin Vacherot Peter Bertran \| 61 7 \| 6 4 \| [10] [8] \| \| \| 5. \| \| Lucas Catarina Roberto Cid Subervi \| \| \| \| nehrálo se \| \| \| \| \| \| \| \| \| \| \| \| \| \| \| \| \| \| \| \| \| \| \| \| \| \| \| \| \| \| \| \| \| \| \| \| \| \| \| \| \| |        |                                                            |      |                        |          |            |
| |        |                                                            | 1.   | 2.                     | 3.       |            |
| 1. |        | Valentin Vacherot Roberto Cid Subervi                      | 6 3  | 5 7                    | 6 4      |            |
| 2. |        | Lucas Catarina Nick Hardt                                  | 6 3  | 6 4                    |          |            |
| 3. |        | Romain Arneodo / Hugo Nys Roberto Cid Subervi / Nick Hardt | 7 61 | 6 3                    |          |            |
| 4. |        | Valentin Vacherot Peter Bertran                            | 61 7 | 6 4                    | [10] [8] |            |
| 5. |        | Lucas Catarina Roberto Cid Subervi                         |      |                        |          | nehrálo se |
| |        |                                                            |      |                        |          |            |
| |        |                                                            |      |                        |          |            |
| |        |                                                            |      |                        |          |            |
| |        |                                                            |      |                        |          |            |
| |        |                                                            |      |                        |          |            |

### Venezuela vs. Hongkong
| | Venezuela | 1 :                                                                 | 3   | Hongkong |     |            |
| --- | --------- | ------------------------------------------------------------------- | --- | -------- | --- | ---------- |
| Centro Nacional de Tenis, Puerto Cabello, Venezuela 3–5 February 2023 tvrdý |           |                                                                     |     |          |     |            |
| \| \| \| \| 1. \| 2. \| 3. \| \| \| -- \| \| ------------------------------------------------------------------- \| --- \| ---- \| --- \| ---------- \| \| 1. \| \| Rafael Abdul Salam Coleman Wong \| 2 6 \| 3 6 \| \| \| \| 2. \| \| Ricardo Rodríguez-Pace Wong Hong-kit \| 6 3 \| 3 6 \| 6 3 \| \| \| 3. \| \| Brandon Pérez / Ricardo Rodríguez-Pace Coleman Wong / Wong Hong-kit \| 1 6 \| 63 7 \| \| \| \| 4. \| \| Ricardo Rodríguez-Pace Coleman Wong \| 6 2 \| 1 6 \| 3 6 \| \| \| 5. \| \| Rafael Abdul Salam Wong Hong-kit \| \| \| \| nehrálo se \| \| \| \| \| \| \| \| \| \| \| \| \| \| \| \| \| \| \| \| \| \| \| \| \| \| \| \| \| \| \| \| \| \| \| \| \| \| \| \| \| |           |                                                                     |     |          |     |            |
| |           |                                                                     | 1.  | 2.       | 3.  |            |
| 1. |           | Rafael Abdul Salam Coleman Wong                                     | 2 6 | 3 6      |     |            |
| 2. |           | Ricardo Rodríguez-Pace Wong Hong-kit                                | 6 3 | 3 6      | 6 3 |            |
| 3. |           | Brandon Pérez / Ricardo Rodríguez-Pace Coleman Wong / Wong Hong-kit | 1 6 | 63 7     |     |            |
| 4. |           | Ricardo Rodríguez-Pace Coleman Wong                                 | 6 2 | 1 6      | 3 6 |            |
| 5. |           | Rafael Abdul Salam Wong Hong-kit                                    |     |          |     | nehrálo se |
| |           |                                                                     |     |          |     |            |
| |           |                                                                     |     |          |     |            |
| |           |                                                                     |     |          |     |            |
| |           |                                                                     |     |          |     |            |
| |           |                                                                     |     |          |     |            |

### Jordánsko vs. Salvador
| | Jordánsko | 1 :                                                               | 3    | Salvador |     |            |
| --- | --------- | ----------------------------------------------------------------- | ---- | -------- | --- | ---------- |
| Jordan Tennis Federation Courts, Ammán, Jordánsko 3.–4. února 2023 tvrdý (hala) |           |                                                                   |      |          |     |            |
| \| \| \| \| 1. \| 2. \| 3. \| \| \| -- \| \| ----------------------------------------------------------------- \| ---- \| --- \| --- \| ---------- \| \| 1. \| \| Karam Hatamleh Marcelo Arévalo \| 1 6 \| 4 6 \| \| \| \| 2. \| \| Mousa Alkotop Diego Durán \| 7 62 \| 4 6 \| 6 2 \| \| \| 3. \| \| Mohammad Alkotop / Mousa Alkotop Marcelo Arévalo / Lluis Miralles \| 62 7 \| 0 6 \| \| \| \| 4. \| \| Mousa Alkotop Marcelo Arévalo \| 4 6 \| 6 4 \| 4 6 \| \| \| 5. \| \| Karam Hatamleh Diego Durán \| \| \| \| nehrálo se \| \| \| \| \| \| \| \| \| \| \| \| \| \| \| \| \| \| \| \| \| \| \| \| \| \| \| \| \| \| \| \| \| \| \| \| \| \| \| \| \| |           |                                                                   |      |          |     |            |
| |           |                                                                   | 1.   | 2.       | 3.  |            |
| 1. |           | Karam Hatamleh Marcelo Arévalo                                    | 1 6  | 4 6      |     |            |
| 2. |           | Mousa Alkotop Diego Durán                                         | 7 62 | 4 6      | 6 2 |            |
| 3. |           | Mohammad Alkotop / Mousa Alkotop Marcelo Arévalo / Lluis Miralles | 62 7 | 0 6      |     |            |
| 4. |           | Mousa Alkotop Marcelo Arévalo                                     | 4 6  | 6 4      | 4 6 |            |
| 5. |           | Karam Hatamleh Diego Durán                                        |      |          |     | nehrálo se |
| |           |                                                                   |      |          |     |            |
| |           |                                                                   |      |          |     |            |
| |           |                                                                   |      |          |     |            |
| |           |                                                                   |      |          |     |            |
| |           |                                                                   |      |          |     |            |

### Jamajka vs. Estonsko
| | Jamajka | 3 :                                                  | 2     | Estonsko |     |       |
| --- | ------- | ---------------------------------------------------- | ----- | -------- | --- | ----- |
| Eric Bell National Tennis Centre, Kingston, Jamajka 4.–5. února 2023 tvrdý |         |                                                      |       |          |     |       |
| \| \| \| \| 1. \| 2. \| 3. \| \| \| -- \| \| ---------------------------------------------------- \| ----- \| --- \| --- \| ----- \| \| 1. \| \| Rowland Phillips Kristjan Tamm \| 6 1 \| 6 1 \| \| \| \| 2. \| \| Blaise Bicknell Kenneth Raisma \| 4 6 \| 6 4 \| 6 0 \| \| \| 3. \| \| Daniel Azar / John Chin Kenneth Raisma / Jürgen Zopp \| 1 6 \| 2 6 \| \| \| \| 4. \| \| Blaise Bicknell Kristjan Tamm \| 79 67 \| \| \| skreč \| \| 5. \| \| Jacob Bicknell Johannes Seeman \| 1 6 \| 0 6 \| \| \| \| \| \| \| \| \| \| \| \| \| \| \| \| \| \| \| \| \| \| \| \| \| \| \| \| \| \| \| \| \| \| \| \| \| \| \| \| \| \| \| |         |                                                      |       |          |     |       |
| |         |                                                      | 1.    | 2.       | 3.  |       |
| 1. |         | Rowland Phillips Kristjan Tamm                       | 6 1   | 6 1      |     |       |
| 2. |         | Blaise Bicknell Kenneth Raisma                       | 4 6   | 6 4      | 6 0 |       |
| 3. |         | Daniel Azar / John Chin Kenneth Raisma / Jürgen Zopp | 1 6   | 2 6      |     |       |
| 4. |         | Blaise Bicknell Kristjan Tamm                        | 79 67 |          |     | skreč |
| 5. |         | Jacob Bicknell Johannes Seeman                       | 1 6   | 0 6      |     |       |
| |         |                                                      |       |          |     |       |
| |         |                                                      |       |          |     |       |
| |         |                                                      |       |          |     |       |
| |         |                                                      |       |          |     |       |
| |         |                                                      |       |          |     |       |

### Egypt vs. Paraguay
| | Egypt | 3 :                                                                | 2   | Paraguay |     |  |
| --- | ----- | ------------------------------------------------------------------ | --- | -------- | --- |  |
| Gezira Sporting Club, Káhira, Egypt 3.–4. února 2023 antuka |       |                                                                    |     |          |     |  |
| \| \| \| \| 1. \| 2. \| 3. \| \| \| -- \| \| ------------------------------------------------------------------ \| --- \| ---- \| --- \| \| \| 1. \| \| Amr Elsayed Hernando José Escurra Isnardi \| 6 3 \| 6 3 \| \| \| \| 2. \| \| Mohamed Safwat Daniel Vallejo \| 1 6 \| 6 0 \| 4 6 \| \| \| 3. \| \| Karim-Mohamed Maamoun / Mohamed Safwat Juan Borba / Daniel Vallejo \| 6 3 \| 65 7 \| 6 4 \| \| \| 4. \| \| Amr Elsayed Daniel Vallejo \| 1 6 \| 5 7 \| \| \| \| 5. \| \| Mohamed Safwat Juan Borba \| 6 1 \| 6 1 \| \| \| \| \| \| \| \| \| \| \| \| \| \| \| \| \| \| \| \| \| \| \| \| \| \| \| \| \| \| \| \| \| \| \| \| \| \| \| \| \| \| \| |       |                                                                    |     |          |     |  |
| |       |                                                                    | 1.  | 2.       | 3.  |  |
| 1. |       | Amr Elsayed Hernando José Escurra Isnardi                          | 6 3 | 6 3      |     |  |
| 2. |       | Mohamed Safwat Daniel Vallejo                                      | 1 6 | 6 0      | 4 6 |  |
| 3. |       | Karim-Mohamed Maamoun / Mohamed Safwat Juan Borba / Daniel Vallejo | 6 3 | 65 7     | 6 4 |  |
| 4. |       | Amr Elsayed Daniel Vallejo                                         | 1 6 | 5 7      |     |  |
| 5. |       | Mohamed Safwat Juan Borba                                          | 6 1 | 6 1      |     |  |
| |       |                                                                    |     |          |     |  |
| |       |                                                                    |     |          |     |  |
| |       |                                                                    |     |          |     |  |
| |       |                                                                    |     |          |     |  |
| |       |                                                                    |     |          |     |  |

### Pobřeží slonoviny vs. Maroko
| | Pobřeží slonoviny | 1 :                                                                                            | 3   | Maroko |     |            |
| --- | ----------------- | ---------------------------------------------------------------------------------------------- | --- | ------ | --- | ---------- |
| Le Central Tennis Club, Abidžan, Pobřeží slonoviny 4.–5. února 2023 tvrdý |                   |                                                                                                |     |        |     |            |
| \| \| \| \| 1. \| 2. \| 3. \| \| \| -- \| \| ---------------------------------------------------------------------------------------------- \| --- \| --- \| --- \| ---------- \| \| 1. \| \| Eliakim Coulibaly Adam Moundir \| 5 7 \| 6 4 \| 5 7 \| \| \| 2. \| \| Myko Yohann Himad Kouame Elliot Benchetrit \| 2 6 \| 4 6 \| \| \| \| 3. \| \| Eliakim Coulibaly / Gueninle Abdoul Karim Ouattara Elliot Benchetrit / Younes Lalami Laaroussi \| 3 6 \| 4 6 \| \| \| \| 4. \| \| Felix Ange Romaric Boblei Yassine Dlimi \| 4 6 \| 1 0 \| \| skreč \| \| 5. \| \| Gueninle Abdoul Karim Ouattara Adam Moundir \| \| \| \| nehrálo se \| \| \| \| \| \| \| \| \| \| \| \| \| \| \| \| \| \| \| \| \| \| \| \| \| \| \| \| \| \| \| \| \| \| \| \| \| \| \| \| \| |                   |                                                                                                |     |        |     |            |
| |                   |                                                                                                | 1.  | 2.     | 3.  |            |
| 1. |                   | Eliakim Coulibaly Adam Moundir                                                                 | 5 7 | 6 4    | 5 7 |            |
| 2. |                   | Myko Yohann Himad Kouame Elliot Benchetrit                                                     | 2 6 | 4 6    |     |            |
| 3. |                   | Eliakim Coulibaly / Gueninle Abdoul Karim Ouattara Elliot Benchetrit / Younes Lalami Laaroussi | 3 6 | 4 6    |     |            |
| 4. |                   | Felix Ange Romaric Boblei Yassine Dlimi                                                        | 4 6 | 1 0    |     | skreč      |
| 5. |                   | Gueninle Abdoul Karim Ouattara Adam Moundir                                                    |     |        |     | nehrálo se |
| |                   |                                                                                                |     |        |     |            |
| |                   |                                                                                                |     |        |     |            |
| |                   |                                                                                                |     |        |     |            |
| |                   |                                                                                                |     |        |     |            |
| |                   |                                                                                                |     |        |     |            |

### Vietnam vs. Indonésie
| | Vietnam | 2 :                                                                            | 3   | Indonésie |     |  |
| --- | ------- | ------------------------------------------------------------------------------ | --- | --------- | --- |  |
| Hanaka Paris Ocean Park, Từ Sơn, Vietnam 4.–5. února 2023 tvrdý |         |                                                                                |     |           |     |  |
| \| \| \| \| 1. \| 2. \| 3. \| \| \| -- \| \| ------------------------------------------------------------------------------ \| --- \| --- \| --- \| \| \| 1. \| \| Phạm Minh Tuấn Muhammad Rifqi Fitriadi \| 3 6 \| 1 6 \| \| \| \| 2. \| \| Lý Hoàng Nam Anthony Susanto \| 6 0 \| 6 3 \| \| \| \| 3. \| \| Lý Hoàng Nam / Nguyễn Văn Phương Muhammad Rifqi Fitriadi / Christopher Rungkat \| 3 6 \| 3 6 \| \| \| \| 4. \| \| Lý Hoàng Nam Muhammad Rifqi Fitriadi \| 6 4 \| 3 6 \| 7 5 \| \| \| 5. \| \| Nguyễn Đắc Tiến Christopher Rungkat \| 4 6 \| 0 6 \| \| \| \| \| \| \| \| \| \| \| \| \| \| \| \| \| \| \| \| \| \| \| \| \| \| \| \| \| \| \| \| \| \| \| \| \| \| \| \| \| \| \| |         |                                                                                |     |           |     |  |
| |         |                                                                                | 1.  | 2.        | 3.  |  |
| 1. |         | Phạm Minh Tuấn Muhammad Rifqi Fitriadi                                         | 3 6 | 1 6       |     |  |
| 2. |         | Lý Hoàng Nam Anthony Susanto                                                   | 6 0 | 6 3       |     |  |
| 3. |         | Lý Hoàng Nam / Nguyễn Văn Phương Muhammad Rifqi Fitriadi / Christopher Rungkat | 3 6 | 3 6       |     |  |
| 4. |         | Lý Hoàng Nam Muhammad Rifqi Fitriadi                                           | 6 4 | 3 6       | 7 5 |  |
| 5. |         | Nguyễn Đắc Tiến Christopher Rungkat                                            | 4 6 | 0 6       |     |  |
| |         |                                                                                |     |           |     |  |
| |         |                                                                                |     |           |     |  |
| |         |                                                                                |     |           |     |  |
| |         |                                                                                |     |           |     |  |
| |         |                                                                                |     |           |     |  |